# Benjamí Martínez i Martínez
Benjamí Martínez i Martínez més conegut com a Benja (Sant Cugat del Vallès, 23 d'agost de 1987) és un futbolista català que juga com a davanter a l'Hèrcules CF.
Benja és un davanter centre golejador no estàtic que busca sorprendre a la defensa amb diagonals i desmarcades constants. La seva velocitat i capacitat per a buscar el gol el dibuixen com un davanter molt difícil de controlar. Malgrat no se'l pugui considerar un extrem, busca habitualment caure en les bandes, des d'on genera molt de perill.

## Trajectòria
Benjamín Martínez va jugar en les categories inferiors de la Damm, Mercantil i Espanyol abans de fitxar per l'Europa, equip en el qual va marcar 10 gols.
La temporada 2010-2011 juga al filial del FC Barcelona.
L'estiu del 2011 va abandonar la disciplina blaugrana i, després d'estar sense equip, fitxa pel Girona FC.
Després de la gran temporada amb el Girona FC, i malgrat la seva lesió (ruptura al lligament encreuat anterior) fitxà pel Córdoba CF per a la temporada 2013-2014, encara que va rescindir el contracte al gener del 2014.
La següent temporada, fitxa per la UD Las Palmas i al gener de 2015 és cedit al CE Sabadell.